# 法證先鋒II
《法證先鋒II》（英語：Forensic Heroes II）是香港電視廣播有限公司拍攝製作的時裝懸疑查案電視劇。全劇共30集，由歐陽震華、林文龍、鄭嘉穎、佘詩曼、蒙嘉慧、曹永廉及郭少芸領銜主演，并由钟嘉欣特别演出，監製梅小青，本劇是《法證先鋒系列》的第二輯。

## 演員表

### 法證部
| 演員            | 角色   | 關係／職業 |
| 歐陽震華        | 高彥博 | Tim Sir、阿博、Tim 高級化驗師 楊逸昇、林汀汀、莫淑媛等之上司 高通之子 梁小柔之夫 梁興隆之女婿 梁小剛之姐夫兼上司 古澤瑤之前夫 古澤琛之前姐夫 林沛沛之舊情人 參見法證先鋒 |
| 何奕聰 （青年） | 楊逸昇 | Ivan 原為小混混，并與古澤琛合稱“慈雲山雙龍”，後受其姑姐感化而不做小混混 科學鑑證主任 (S.E.O) 前英國爆炸品處理組拆彈專家 高彥博之下屬 楊秀娟之姪 方妙娜之表哥 馬幗英之未婚夫 於第3集正式登场 於1993年7月20日因在慈雲山配水庫與古澤琛毆打周長發而被懷疑為殺害周長發之兇手，後因馮添做證人而消除殺害周長發之嫌疑 於第5集为了帮其兄弟古澤琛帮忙揪出炸死林汀汀的凶手，决定加入法证部 於第30集被卓嵐放計時炸彈炸至重傷昏迷，及後甦醒 |
| 鄭嘉穎          | 楊逸昇 | Ivan 原為小混混，并與古澤琛合稱“慈雲山雙龍”，後受其姑姐感化而不做小混混 科學鑑證主任 (S.E.O) 前英國爆炸品處理組拆彈專家 高彥博之下屬 楊秀娟之姪 方妙娜之表哥 馬幗英之未婚夫 於第3集正式登场 於1993年7月20日因在慈雲山配水庫與古澤琛毆打周長發而被懷疑為殺害周長發之兇手，後因馮添做證人而消除殺害周長發之嫌疑 於第5集为了帮其兄弟古澤琛帮忙揪出炸死林汀汀的凶手，决定加入法证部 於第30集被卓嵐放計時炸彈炸至重傷昏迷，及後甦醒 |
| 郭少芸          | 莫淑媛 | Yvonne 法證部科學鑑證主任S.E.O 高彥博之下屬 羅華健之前妻 沈雄之女友 參見法證先鋒 |
| 鍾嘉欣          | 林汀汀 | 汀汀 法證部技術員 高彥博之下屬 林沛沛之妹 古澤瑶之弟媳 古澤琛之妻 許立仁之小姨 於第4集為救梁小柔而遭炸彈炸至重傷，后經搶救後最終不治 於第5集與古澤琛冥婚，后被楊逸昇顶替其在法证部的位子 於后期在古澤琛的回憶中出現 參見法證先鋒、跨國集團毒品案 （出演在第1至5集） |
| 鄭俊弘          | 梁小剛 | Fred、剛仔 法證部技術員 梁興隆之子 梁小柔之弟 高彥博之舅仔兼下屬 參見法證先鋒 |
| 陳智燊          | 王永民 | Man 法證部化驗師 高彥博之下屬 |
| 趙靜儀          | 陳敏如 | Tina 法證事務部《化學組》化驗師（負責DNA分析） 高彥博之下屬 參見法證先鋒 |
| 張松枝          | 劉國明 | Jeff 法證事務部《生物組》化驗師 高彥博之下屬 參見法證先鋒 |
| 梁健平          | 馬建生 | Victor 法證事務部《物理組》化驗師 高彥博之下屬 參見法證先鋒 |
| 傅劍虹          | 唐禮賢 | 法證事務部物理組化驗師 高彥博之下屬 |
| 湯展雄          | 馬志達 | 法證事務部物理組化驗師 高彥博之下屬 |
| 鄧永健          | 張 強  | 筆跡鑑證技術員 |
| 吳幸美          | 素心   | Kelly 技術員 |
| 蔡考藍          | 劉美美 | |

### 法醫科
| 演員            | 角色   | 關係／職業 |
| 梁証嘉 （青年） | 古澤琛 | Sam、Dr. Koo 原為小混混，并與楊逸昇合稱“慈雲山雙龍”，後醒悟而不做小混混 法醫科高級醫生 陳文軒之上司 偵探推理連載小說作家（筆名古采尼） 古澤瑶之弟 高彦博之好友兼前舅仔 林沛沛、許立仁、馬幗英之好友並暗戀其後放棄 梁小柔之好友兼之前男友 林汀汀之夫，於第5集與林汀汀冥婚 李蕎之師兄 於1993年7月20日因在慈雲山配水庫與楊逸昇毆打周長發而被懷疑為殺害周長發之兇手，後因馮添做證人而消除殺害周長發之嫌疑 《一百呎地底下的裁決》及《最後一塊骨頭》之作者 參見法證先鋒 |
| 林文龍          | 古澤琛 | Sam、Dr. Koo 原為小混混，并與楊逸昇合稱“慈雲山雙龍”，後醒悟而不做小混混 法醫科高級醫生 陳文軒之上司 偵探推理連載小說作家（筆名古采尼） 古澤瑶之弟 高彦博之好友兼前舅仔 林沛沛、許立仁、馬幗英之好友並暗戀其後放棄 梁小柔之好友兼之前男友 林汀汀之夫，於第5集與林汀汀冥婚 李蕎之師兄 於1993年7月20日因在慈雲山配水庫與楊逸昇毆打周長發而被懷疑為殺害周長發之兇手，後因馮添做證人而消除殺害周長發之嫌疑 《一百呎地底下的裁決》及《最後一塊骨頭》之作者 參見法證先鋒 |
| 黃俊伸          | 陳文軒 | Ken 法醫 古澤琛之下屬 於第25集为病人做活体取证时遭被其劫持，后被其砍伤，所幸毫无大碍 參見法證先鋒 |

### 西九龙重案組
| 演員   | 角色   | 關係／職業 |
| 蒙嘉慧 | 梁小柔 | Nicole、Madam Leung、小柔 高級督察→刑事紀錄科（CRB）高級督察 梁興隆之女 梁小剛之姐 沈雄、凌心怡、劉俊碩、程偉勝之前上司 高彥博之女友，後為其妻（第14集求婚） 古澤琛之好友兼前女友 與馬幗英先敵後友 於第4集被炸彈炸至右耳失聰，右手神經線受損報廢 于第14集被张耀忠当成殘疾人士而被袭击，险被张耀忠以皮带勒死 於第17集出國進修 於第27集完成進修犯罪心理學回港 參見法證先鋒、跨國集團毒品案、殘疾人士連環兇殺案                                                                                  |
| 佘詩曼 | 馬幗英 | Bell、Madam Ma、英國馬、死野女（郭绮芬专称） 毒品調查科高級督察→重案組高級督察 馬錦濤、鄭麗玲之女 馬國宏同父異母之姐 郭綺芬之繼女兼天敵，後和好 楊逸昇之未婚妻 古澤琛之好友，並暗戀其 與梁小柔先敵後友 沈雄、凌心怡、莫正康、劉俊碩、程偉勝之上司 方妙娜之偶像 李蕎之天敵 因Alex枪杀Jason后，最终Alex在其面前吞枪自杀，而被命名为劏猪凳（扫把星），而联想到不愉快的事情 於第30集因楊逸昇的胎儿而被卓嵐妒忌，後被卓嵐迷暈並挾持到警署天台，險遭殺害 參見馬家、跨國集團毒品案、女演員連環兇殺案 |
| 曹永廉 | 沈 雄  | 阿沈 警長 梁小柔之前下屬 馬幗英之下屬，曾一度不滿其貪大喜功，後于第10集和好 凌心怡、莫正康、劉俊碩、程偉勝之上司 莫淑媛之男友 于第17集被莫淑媛所搜证时不小心割有艾滋病病毒，所幸在医院检查时没有艾滋病病毒，但要等三个月空窗期是否有中艾滋病病毒，后于第24集康复 參見法證先鋒 |
| 楊秀惠 | 凌心怡 | Josie 警員 梁小柔之前下屬 馬幗英之下屬 參見法證先鋒 |
| 高鈞賢 | 莫正康 | Wilson 警員 毒品調查科警員→重案組警員 馬幗英之下屬 方妙娜之男友 |
| 梁烈唯 | 程偉勝 | Edwin、阿勝 警員 梁小柔之前下屬 馬幗英之下屬 參見法證先鋒 |
| 李雨陽 | 劉俊碩 | Terence、碩仔 警員 梁小柔之前下屬 馬幗英之下屬 參見法證先鋒 |
| 陳美詩 | 方妙娜 | Formula 尖沙咀警署女警→西九龍警署軍裝警員（WPC69163） 楊秀娟之女 楊逸昇之表妹 莫正康之女友 |
| 歐瑞偉 | 黃卓堅 | B Team 高級督察 參見法證先鋒 |
| 李岡龍 | 張敬年 | 總督察 梁小柔、馬幗英之上級 參見法證先鋒 |
| 李鴻杰 | 馮Sir  | 毒品調查科總督察 馬幗英前上司 |
| 張智軒 | 玉     | 毒品調查科之警員 |
| 張達倫 | 金     | 毒品調查科之警員 |
| 劉天龍 | 滿     | 毒品調查科之警員 |
| 賀文傑 | 堂     | 毒品調查科之警員 |
| 赵乐贤 | 冯建国 | 警察 |
| 何偉業 | 王明開 | 警察 |
| 日 伽  | 玉珠   | |
| 馬貫東 | 何志遠 | |
| 河國榮 | 歐紹基 | 歐Sir 爆炸品處理组負責人 拆彈專家 高彥博之同事 |
| 曾梓明 | -      | 爆炸品處理组之警員 |
| 許文翹 | -      | 爆炸品處理组之警員 |
| 陳建文 | -      | 爆炸品處理组之警員 |
| 張國洪 | -      | 爆炸品處理组之警員 |

### 高家
| 演員     | 角色   | 關係／職業                                                          |
| 谷 峰    | 高 通  | 高彥博之父 梁小柔、古澤瑤之家翁 參見法證先鋒                        |
| 歐陽震華 | 高彥博 | 阿博、Tim 高通之子 梁小柔之男友，於大結局結婚 參見法證部            |
| 蒙嘉慧   | 梁小柔 | 小柔、Nicole 高通之媳婦 高彥博之女友，於大結局結婚 參見西九龍重案組 |

### 古家
| 演員   | 角色   | 關係／職業 |
| 林文龍 | 古澤琛 | Sam、Dr.Koo 法醫 推理小說作家（筆名古采尼） 林汀汀之夫 楊逸昇之好友 馬幗英之好友兼暗戀對象 古澤瑤之弟 高彥博之前舅仔 《最後一塊骨頭》作者 參見法醫科 |
| 鍾嘉欣 | 林汀汀 | 汀汀 法證部技術員 高彥博之下屬 林沛沛之妹 古澤琛之妻 許立仁之小姨 於第4集為救梁小柔而被炸彈炸至重傷，搶救後最終身亡 參見法證部                       |

### 梁家
| 演員   | 角色   | 關係／職業                                                 |
| 洋     | 梁興隆 | 梁小柔、梁小剛之父 高彥博之岳父 參見法證先鋒               |
| 蒙嘉慧 | 梁小柔 | Nicole、Madam Leung 梁興隆之女 梁小剛之姐 參見西九龍重案組 |
| 鄭俊弘 | 梁小剛 | Fred 梁興隆之子 梁小柔之弟 參見法證部                      |

### 林家
| 演員   | 角色   | 關係／職業 |
| 曾偉權 | 許立仁 | Matt 食品貿易公司東主／富豪 美國華僑 林沛沛之夫 林汀汀之姐夫 於第2集林汀汀照片出現 於第5集回香港參加林汀汀的喪禮 於第7集被江有全打劫但被其錯手推下樓摔死 參見富豪墮樓死亡案                                  |
| 陳芷菁 | 林沛沛 | 沛沛 善終服務醫師 林汀汀之姊 高彥博之舊情人 古澤瑶之前同學兼好友 古澤琛之好友 許立仁之妻 於第2集林汀汀照片出現 於第5集回香港參加林汀汀的喪禮 於第9集返回美國 於第30集再次回香港參加高彥博的婚禮 參見法證先鋒 |
| 鍾嘉欣 | 林汀汀 | 汀汀 法證部技術員 高彥博之下屬 林沛沛之妹 古澤琛之妻 許立仁之小姨 於第4集發現戴貴車底有炸彈，為救梁小柔而被炸彈炸至重傷，最後搶救無效身亡 參見法證部                                                         |

### 楊家
| 演員   | 角色   | 關係／職業                                                                                 |
| 呂 珊  | 楊秀娟 | Connie姐、Connie 方妙娜之母 楊逸昇之姑姐                                                   |
| 鄭嘉穎 | 楊逸昇 | Ivan 楊秀娟之侄 方妙娜之表哥 參見法證部                                                    |
| 陳美詩 | 方妙娜 | Formula 尖沙咀警署女警→西九龍警署軍裝警員（WPC69163） 楊秀娟之女 楊逸昇之表妹 莫正康之女友 |

### 馬家
| 演員   | 角色   | 關係／職業 |
| 羅樂林 | 馬錦濤 | 郭綺芬、鄭麗玲之夫 馬幗英、馬國宏之父 參見馬國宏綁架案 |
| 盧宛茵 | 郭綺芬 | 芬姐 馬錦濤之原配 馬國宏之母 鄭麗玲之情敵兼天敵，後和好 馬幗英之大媽兼天敵，後和好 為人高傲、嚣張、潑辣，在后期中真切反省 于第11集因馬國宏所煮的食物中患有副溶血性弧菌及怀疑鄭麗玲及馬幗英投诉而感到愤怒，并在馬幗英及朋友面前大骂说出三个字劏猪凳（扫把星） 參見馬國宏綁架案                                               |
| 惠英紅 | 鄭麗玲 | 馬錦濤之繼室（但比郭綺芬先與馬錦濤相戀） 馬幗英之母 郭綺芬之情敵兼天敵，後和好 馬國宏之細媽 于第11集因吃了馬國宏所煮的食物中患有副溶血性弧菌而导致肚子痛并被郭綺芬挖苦，后康复 |
| 佘詩曼 | 馬幗英 | Bell、Madam Ma、英國馬、死野女（郭綺芬專稱） 毒品調查科情報组高級督察→重案組高級督察 馬錦濤、鄭麗玲之女 馬國宏同父異母之姐，與其不和，後和好 郭綺芬之繼女兼天敵，後和好 沈雄、凌心怡、莫正康、劉俊碩、程偉勝之上司 方妙娜之偶像 楊逸昇之妻 李蕎之天敵 古澤琛之好友，並暗戀其 與梁小柔先敵後友 於第30集懷孕 參見西九龍重案組 |
| 黃祥興 | 馬國宏 | Ben 馬錦濤、郭綺芬之子 馬幗英同父異母之弟，與其不和，后和好 鄭麗玲之繼子 于第11集因自己所煮的食物中患有副溶血性弧菌并接令所光顾的食客导致肚子疼及没有拿营业牌照而被食环署消毒及被罚款 於第20集遭被李志偉指示的匪徒綁架，后於第22集獲救但失去了一根手指 參見馬國宏綁架案                                                     |

### 與案件有關人物

#### 野戰場雙屍命案（第1—2集）
| 演員     | 角色    | 關係／職業 |
| 司徒瑞祈 | 李忠信  | 野戰場之員工 Paul之下属 殺死陳子成之兇手，因陈子成滥毒杀害其爱犬红豆而憎恨其 误伤叶志文之凶手，因射击距离和陈子成在跑的距离有偏差而误伤叶志文 於第2集被捕 |
| 陳良偉   | 陳子成  | 「猩猩吧」酒保 林仲佳、劉珊珊之好友 吸毒者 於第1集因射死李忠信之爱狗遭李忠信以鉛彈殺害                                                                    |
| 魏惠文   | Paul    | 野戰場場主 李忠信之上司 |
| 李穎芝   | 劉珊珊  | 陳子成之好友 |
| 莊狄生   | 林頌佳  | 「猩猩吧」侍應 陳子成之好友 |
| 胡諾言   | 葉志文  | 職業小丑 葉志武之兄 因杀害王正鸿当天的时候，他的钥匙却掉下来，在第二天醒觉他钥匙不见了，回去原地寻找时被李忠信的气枪给射伤 參見跨國集團毒品案             |
| 許明志   | -       | 員工甲 |
| 王德基   | -       | 員工乙 |
| 鍾建文   | Dr. Liu | |

#### 跨國集團毒品案（第1—7集）
| 演員   | 角色   | 關係／職業 |
| 鍾嘉欣 | 林汀汀 | 汀汀 古澤琛之妻 於第4集為救梁小柔而被炸彈炸至重傷，搶救後最終身亡 參見法證部 |
| 蒙嘉慧 | 梁小柔 | Madam Leung 高級督察→刑事紀錄科（CRB）高級督察 梁興隆之女 梁小剛之姐 沈雄、凌心怡、劉俊碩、程偉勝之前上司 高彥博之女友，後為其妻（第14集求婚） 古澤琛之好友兼前女友 於第4集被炸彈炸至右耳失聰，右手神經線受損報廢 參見西九龍重案組 |
| 李家鼎 | 石 勇  | 石頭勇 富豪 羅玉嬌之情人 與王正鴻不和 戴貴、戴立德之天敵 教唆王彪炸死戴貴、戴立德並意外炸死林汀汀，炸傷梁小柔 殺害王彪之兇手 於第7集被捕                                                                                           |
| 黃智賢 | 王正鴻 | 販毒者 鍾婉媚之夫 馬幗英之線人 王文浩之父 與石勇不和 於第1集遭葉志文踢入捕獸籠夾死 |
| 胡諾言 | 葉志文 | 職業小丑 葉志武之兄 杀害王正鴻之兇手 於第4集被捕 |
| 伍慧珊 | 羅玉嬌 | 被石勇收買 王彪、石勇之情人 |
| 陸駿光 | 阮大齊 | 酒樓侍應 用手榴彈炸死戴貴未遂 於第4集被捕 |
| 黃文標 | 王 彪  | 羅玉嬌之情人 受石勇唆使而設局炸死戴貴、戴立德並意外炸死林汀汀，炸傷梁小柔 於第6集因得知石勇和羅玉嬌之奸情欲向石勇勒索，反遭石勇强制按在水中淹死                                                                                    |
| 李成昌 | 戴 貴  | 富豪 毒販 患有鼻敏感 戴立德之叔 石勇之天敌 曾被懷疑殺害王正鴻 於第4集被王彪放在車子底下的炸彈炸死 |
| 林敬剛 | 戴立德 | 毒販Simon 戴貴之姪 石勇之天敌 於第4集被王彪放在車子底下的炸彈炸死 |
| 祝文君 | 姬太太 | 姬欣之母 |
| 王若嵐 | 姬 欣  | 姬太太之女 炸彈案的證人 |
| 江梓瑋 | 葉志武 | 葉志文之弟 因服食過量毒品而被車撞死 |
| 姚瑩瑩 | 鍾婉媚 | 王正鴻之妻 王文浩之母 |
| 吳諾弘 | 王文浩 | 王正鴻、鍾婉媚之子 |
| 彭冠中 | 艇仔東 | 販毒者 曾與王正鴻發生爭執，而被懷疑是殺害王正鴻之凶手 與石勇不和 |
| 黃淑君 | Sue    | 店員 |
| 潘冠霖 | Ada    | 店員 |
| 佘詩曼 | 馬幗英 | Bell、Madam Ma 毒品調查科高級督察 馬錦濤、鄭麗玲之女 馬國宏同父異母之姐 郭綺芬之繼女兼天敵，後和好 于第1集曾被懷疑是殺害王正鴻之凶手 參見西九龍重案組、馬家                                                                        |
| 蘇恩磁 | 朱師奶 | |
| 李海生 | 九紋龍 | |
| 劉琛宜 | -      | 鞋店店主 |
| 楊證樺 | 天     | |
| 張笑千 | 下     | |
| 鍾志光 | 周醫生 | 外科醫生 |
| 阮兒   | 何姑娘 | |

#### 富豪墮樓命案（第7—8集）
| 演員   | 角色     | 關係／職業 |
| 曾偉權 | 許立仁   | Matt 富豪 林沛沛之夫 於第7集被江有全錯手從大廈天台推下摔死 參見林家                                                                     |
| 陳芷菁 | 林沛沛   | 沛沛 善終服務醫師 林汀汀之姊 高彥博之舊情人 古澤瑶之前同學兼好友 古澤琛之好友 許立仁之妻 於第2集林汀汀照片出現 於第9集返回美國 參見林家 |
| 游莨維 | 江有全   | 流氓 患有脂溢性皮炎 因搶劫許立仁而誤殺其 於第8集被捕                                                                                    |
| 關浩揚 | 范子新   | 电讯公司员工 被誤以為是殺害許立仁的兇手 看到江有全追踪许立仁之时无意间掉下了纸巾被他看到，想要叫江有全却叫不住，因此拿来自用            |
| 招石文 | 老 闆    | 团圆居糖水鋪老闆 |
| 寧 進  | 伙 記    | 团圆居糖水鋪伙記 |
| 曾健明 | 李醫生   | 許立仁的腦科醫生 |
| 邵卓堯 | 廖先生   | |
| 卓姿   | 餅店店員 | |
| 裘卓能 | Calvin   | |
| 凌禮文 | 阿 伯    | |

#### 交通意外案（第9—10集）
| 演員   | 角色        | 關係／職業                                                                     |
| 陳狄克 | 李建安      | 李國棟之父 欲替李國棟頂替罪名但不遂 於第9集被捕 於第10集被正式起訴妨碍司法公正 |
| 鄭世豪 | 李國棟      | 李建安之子 意外撞死何韻妍 於第9集被捕 於第10集被正式起訴妨碍司法公正           |
| 蘇麗明 | 何韻妍      | Wendy David Leung之顧客 於第9集因與David Leung通電話及聽MP3而被李國棟意外撞死  |
|        | David Leung | 何韻妍之股票顧問                                                               |
| 黃梓瑋 | -           | 孕婦                                                                           |

#### 慈雲山枯骨發現案（第10—13集）
| 演員            | 角色       | 關係／職業 |
| 何奕聰 （青年） | 楊逸昇     | Ivan 原為小混混，并與古澤琛合稱“慈雲山雙龍”，後受其姑姐感化而不做小混混 科學鑑證主任 (S.E.O) 前英國爆炸品處理組拆彈專家 高彥博之下屬 楊秀娟之姪 方妙娜之表哥 馬幗英之未婚夫 於1993年7月20日因在慈雲山配水庫與古澤琛毆打周長發而被懷疑為殺害周長發之兇手，後因馮添做證人而消除殺害周長發之嫌疑 參見法證部 |
| 鄭嘉穎          | 楊逸昇     | Ivan 原為小混混，并與古澤琛合稱“慈雲山雙龍”，後受其姑姐感化而不做小混混 科學鑑證主任 (S.E.O) 前英國爆炸品處理組拆彈專家 高彥博之下屬 楊秀娟之姪 方妙娜之表哥 馬幗英之未婚夫 於1993年7月20日因在慈雲山配水庫與古澤琛毆打周長發而被懷疑為殺害周長發之兇手，後因馮添做證人而消除殺害周長發之嫌疑 參見法證部 |
| 梁証嘉 （青年） | 古澤琛     | Sam、Dr. Koo 原為小混混，并與楊逸昇合稱“慈雲山雙龍”，後醒悟而不做小混混 法醫科高級醫生 陳文軒之上司 偵探推理連載小說作家（筆名古采尼） 古澤瑶之弟 高彦博之好友兼前舅仔 林沛沛、許立仁、馬幗英之好友 梁小柔之好友兼之前男友 林汀汀之夫，於第5集與林汀汀冥婚 李蕎之師兄 於1993年7月20日因在慈雲山配水庫與楊逸昇毆打周長發而被懷疑為殺害周長發之兇手，後因馮添做證人而消除殺害周長發之嫌疑 于第11集被馮添在电邮上威胁 參見法醫科 |
| 林文龍          | 古澤琛     | Sam、Dr. Koo 原為小混混，并與楊逸昇合稱“慈雲山雙龍”，後醒悟而不做小混混 法醫科高級醫生 陳文軒之上司 偵探推理連載小說作家（筆名古采尼） 古澤瑶之弟 高彦博之好友兼前舅仔 林沛沛、許立仁、馬幗英之好友 梁小柔之好友兼之前男友 林汀汀之夫，於第5集與林汀汀冥婚 李蕎之師兄 於1993年7月20日因在慈雲山配水庫與楊逸昇毆打周長發而被懷疑為殺害周長發之兇手，後因馮添做證人而消除殺害周長發之嫌疑 于第11集被馮添在电邮上威胁 參見法醫科 |
| 古明華          | 馮 添      | Witness 楊鳳之私家偵探 勒索古澤琛、楊逸昇 於1993年7月20日趁周長發被毆打暈倒時搶走其財物 |
| 黃鳳瓊          | 楊 鳳      | Winnie、阿鳳 周龍生之媳婦 張嘉敏之表姐 周長發之妻 王德培之外遇女友 何詠詩之好友 |
| 郑恕峰          | 周龍生     | 周長發之父 楊鳳之老爺 傅正基之爺爺 於1993年春節因欠債100元而被人打死 |
| 鄭家生          | 周長發     | 喪狗 黑社會成員 為人殘暴不仁，好色，無人性 周龍生之子 楊鳳之夫 傅正基之親父 張嘉敏之表姐夫 何詠詩之前男友 強姦張妙雲、張嘉敏 於1993年7月20日被古澤琛及楊逸昇毆打暈倒，後被馮添搶走財物，後被傅正基打死 于第10集发现其枯骨 |
| 王俊棠          | 王德培     | 拳擊教練 楊鳳之外遇男友 曾經因撞車問题而和人打鬥，被捕後判坐牢三個月 |
| 鄺佐輝          | 傅志輝     | 張妙雲之夫 傅正基之養父，被其錯認為親父 罹患Huntington's Chorea（亨丁頓舞蹈症） 於1993年得知周長發強姦張妙雲而寫恐吓信给周長發 |
| 潘芳芳          | 張妙雲     | 「妙雲工作坊」陶瓷教師 傅志輝之妻 傅正基之母 於1979年被周長發強姦後，懷有傅正基 |
| 杨卓娜          | 何詠詩     | Ann 楊鳳之好友 周長發之前女友 |
| 曾玉娟          | 張嘉敏     | 楊鳳之表妹 被周長發强奸 後嫁一名華僑，育有一女 于两年前死于车祸 |
| 陳景昆 （少年） | 傅正基     | 出生於1980年 周長發、張妙雲之子 周龍生之孫 傅志輝之養子，并錯認其為自己親父 於1993年7月20日因不知道周長發是自己的親父及為母親出頭而打死周長發 於第13集被拘捕，後以自衛殺人的理由而被判無罪釋放 |
| 黃嘉樂          | 傅正基     | 出生於1980年 周長發、張妙雲之子 周龍生之孫 傅志輝之養子，并錯認其為自己親父 於1993年7月20日因不知道周長發是自己的親父及為母親出頭而打死周長發 於第13集被拘捕，後以自衛殺人的理由而被判無罪釋放 |
| 陳勉良          | 道 友      | 為馮添接贓 |
| 梁珈詠          | 新聞主播   | 報道喪狗之枯骨被挖出事件 |
| 沈可欣          | Madam Wong | 處理沈雄被投訴案督察 |
| 梁家駒          | Dr. Leung  | 齒科法醫 |
| 陳嘉露          | -          | 少女 |
| 林影紅          | -          | 餅店收銀員 |
| 謝兆韵          | -          | 知客 |
| 張漢斌          | 鄭國榮     | - |
| 鄧永健          | 張強       | - |

#### 殘疾人士連環兇殺案（第14—16集）
| 演員   | 角色    | 關係／職業 |
| 蔡康年 | 張耀忠  | 中医髮型師 有心理變態，因何廣福半年前先救殘疾女童而錯過拯救張朱朱的機會，因此對殘疾人士特别敏感 水奕文之夫 張朱朱之父 張朱朱、水奕文死後患有創傷後心理壓力緊張综合症（Post Traumatic Stress Disorder, PTSD） 殺害黃妙嫦、李美琪、何廣福之兇手 企圖殺害梁小柔未遂 於第14集拖走黃妙嫦至廢屋再以皮帶虐殺其 於第14集以頭撞墻的方式杀死李美琪，并同时企圖殺害梁小柔，但未遂反被路人发现而逃走，导致梁小柔手上成为犯罪中的重要线索 於第16集趁何廣福釣魚時利用哥罗苏迷暈後以刀割喉杀害，於同集被马帼英拘捕，并始终执迷不悟 角色名字影射張耀揚 |
| 蒙嘉慧 | 梁小柔  | Madam Leung 高級督察→刑事紀錄科（CRB）高級督察 梁興隆之女 梁小剛之姐 沈雄、凌心怡、劉俊碩、程偉勝之前上司 高彥博之女友，後為其妻（第14集求婚） 古澤琛之好友兼前女友 與馬幗英先敵後友 於第14集被張耀忠襲擊，險被張耀忠以皮帶勒死，并遗留下張耀忠的犯罪中的重要线索 參見西九龍重案組 |
| 張雪芹 | 黃妙嫦  | 癱瘓人士 從事日本漫画、電影翻譯 雲茵貴之女 於第14集被鄧吉踢一腳導致從輪椅跌下，後被張耀忠拖走至廢屋再以皮帶虐殺身亡 |
| 孫慧雪 | 李美琪  | Maggie 聾啞人士 電腦程序員 李美晴之妹 邵中龍之女友 於第14集被張耀忠以頭撞墻的方式殺害 |
| 林祐飛 | 何廣福  | 消防隊員 身型健碩且拥有巨大的胸肌 頭皮糠疹子患者 半年前救回張朱朱失敗，導致張耀忠患上PTSD 於第16集釣魚時被張耀忠迷暈後以刀割喉身亡 |
| 曾守明 | 鄧 吉   | 鄧震興之父 曾被懷疑殺害黃妙嫦 於第14集踢黃妙嫦一脚導致其從輪椅跌下，後被張耀忠目擊過程而誘發其以皮帶虐殺黃妙嫦 |
|        | 鄧震興  | 鄧吉之子 於第14集因藏有、販賣、服用咳嗽藥水而被捕 |
| 岑潔儀 | 李美晴  | 空姐 李美琪之姐 |
| 趙敏通 | 邵中龍  | Ricky 髮型師 李美琪、王秀雅、關曉琦之男友，並欺騙三人的感情及金錢 曾被懷疑殺害李美琪 與王秀雅於星期三發生關係而成為不在場證據 |
| 謝兆   | 王秀雅  | Yoyo 邵中龍之女友 因與邵中龍於星期三發生關係而成為其時間證人 |
| 菁 瑋  | 關曉琦  | Queenie 邵中龍之女友 |
| 丁主惠 | 雲茵貴  | 黃妙嫦之母 |
| 何婷恩 | 水奕文  | 張耀忠之妻 張朱朱之母 半年前因張朱朱之死患上抑鬱症，但因正懷孕而拒絕按時服藥，後服用過量藥物自殺 |
|        | 張朱朱  | 張耀忠、水奕文之女 半年前因畫畫中心爆炸而死亡 |
| 李忠希 | Jason   | 馬幗英前未婚夫 在婚禮上被Alex槍殺 |
| 高俊文 | Jason父 | |
| 劉桂芳 | Jason母 | |
| 蒲茗藍 | Alex    | 暗恋馬幗英 殺死Jason後自殺身亡 |
| 溫裕紅 | Alex母  | |

#### 女歌手遇襲案（第17—20集）
| 演員   | 角色   | 關係／職業 |
| 楊思琦 | 郭曉琳 | Sharon 潘浚華旗下藝人，后因背着他加盟皇室唱片而反目，最后因其真面目被揭发而导致她加盟失败 當紅女歌手（台前專做慈善家，實際為烟幕） 譚家樂之女友 唆使譚家樂為自己作词作曲，但對外宣稱是自己作词作曲 於第17集因拒絕捐骨髓给李瑩瑩而被關翠蘭用獎座打傷 於第19集被傳媒揭發真面目而身敗名裂，醉酒駕駛時發生車禍而傷及容貌 於第20集被控給假口供，被判罰款及社會服務令，最後決定捐骨髓給李瑩瑩，並與譚家樂到台灣發展 |
| 楊鴻俊 | 鄒喬堅 | Louis 郭曉琳之助手，后反目 揭發郭曉琳多件壞事 |
| 陳宇琛 | 譚家樂 | 郭曉琳之男友 被郭曉琳唆使為她在背後作曲 於第20集因郭曉琳在香港身敗名裂，而放棄在香港的事業與其到台灣發展 |
| 麥嘉倫 | 火鳳皇 | Dick 皇室唱片公司经理人 譚家樂之經理人 |
| 魯振順 | 潘浚華 | Jackie 藝人經理人 超星娱乐公司经理人 郭曉琳之經理人，后反目 患有艾滋病（潘浚華在郭晓琳家打破的玻璃杯染上的血迹，被法证验证到有艾滋病的病毒，同时间也因为他去同志酒吧认识了一位同志，更联系了张医生，足以证明潘浚華患有艾滋病） |
| 葉凱茵 | 關翠蘭 | 阿蘭 李瑩瑩之母 因郭曉琳拒絕捐骨髓給李瑩瑩而用獎座打傷郭曉琳 於第19集被捕 |
| 謝珊珊 | 何小姐 | 醫院員工 負責監察李瑩瑩的病情 |
|        | 李瑩瑩 | 小莹莹 關翠蘭之女 患有血癌，因病情严重需要插喉 於第20集獲郭曉琳捐贈骨髓後手術成功 |
| 盧永匡 | 廖生   | - |
| 曉華   | 朱太   | - |
| 周凌   | 李太   | - |
| 曾慧雲 | 王太   | - |
| 王基信 | -      | 司儀 |
| 卓躒   | 運     | - |
| 鄒永彪 | 喜     | - |
| 王維德 | Dr. Hu | - |
| 曾愛媚 | 護 士  | - |
| 陳念君 | 洗醫生 | - |
| 周沂   | 護 士  | - |
| 何俊軒 | Albert | - |
| 周寶霖 | Emily  | - |
| 鍾鈺精 | 賣花女 | - |

#### 馬國宏綁架案（第20—22集）
| 演員   | 角色    | 關係／職業 |
| 黃祥興 | 馬國宏  | Ben 馬錦濤、郭綺芬之子 馬幗英同父異母之弟 於第20集被李志偉綁架 於第22集被張金水剪斷尾指，而從斷指上油漆帶出收藏人質地點的線索，最终获救 參見馬家 |
| 羅樂林 | 馬錦濤  | 郭綺芬、鄭麗玲之夫 馬幗英、馬國宏之父 於第20集按綁匪要求自行撞車而受傷 參見馬家                                                                  |
| 盧宛茵 | 郭綺芬  | 馬錦濤之元配 馬國宏之母 於第22集被李志偉劫持 參見馬家                                                                                            |
| 黎諾懿 | 李志偉  | 綽号“大佬偉” 馬國宏的百囍酒樓合伙人 綁架馬國宏之真正主謀 指示張金水剪斷馬國宏尾指 於第22集挾持郭綺芬，後被捕并未真切反省                         |
| 黃子恆 | 張金水  | 綽号“抽水” 綁匪 按李志偉指示剪斷馬國宏尾指 為鄭軍報仇而欲殺馬國宏 於第22集被捕并承认受李志偉指示绑架馬國宏                                       |
| 葉 暐  | 何永虎  | 綽号“虎头鯊” 綁匪 於第22集被捕 |
| 李啟傑 | 鄭 軍   | 綽号“大雞” 綁匪 於第21集在馬國宏試圖逃走時與其糾纏而誤傷頸部大動脈死亡                                                                           |
| 游 飈  | 王廣昌  | 綽号“大佬昌” 三合會會員 馬國宏經營的百囍酒樓的經理（部長） 指使李俊光毆打郭綺芬                                                                  |
| 張國威 | 黃創業  | 受張金水指使偷車，於第21集被捕 |
| 黃德基 | 李俊光  | 綽号“老鼠光” 受王廣昌指使毆打郭綺芬 于第21集透露他在医院不明原因而昏迷不醒                                                                       |
| 姚浩政 | -       | 車房仔 |
| 曾婉莎 | 護 士   | - |
| 朱維德 | Dr. Lee | |
| 徐玟晴 | 護 士   | - |

#### 保安員遇襲死亡案（第23—25集）
| 演員   | 角色   | 關係／職業 |
| 郭 峰  | 趙應球 | 球叔 保安員 莫喬豐之下屬 於第24集爆竊屋苑管理處以減低被解僱的機會（得来的赃物更拿去变卖之后，把卖到的钱全数捐给慈善机构），後被捕 于第25集被马帼英提及社工已经帮助赵应球和其妻子渡过难关 |
| 蔣志光 | 莫喬豐 | 莫經理 保安員經理 何大奇、趙應球、陳原福、富仔之上司 因输了孖展不够钱补仓，看到张燕琼不见了钥匙包和带有金表，因此直接用张燕琼的钥匙爆竊張燕瓊家，偷走金表 殺死何大奇之兇手 於第25集被捕  |
| 樂 瞳  | 戴玉瑩 | 護士 照顧何大奇 |
| 蘇晉霆 | 富 仔  | 保安員 莫喬豐之下屬 |
| 潘 標  | 何大奇 | 保安員 莫喬豐之下屬 於第23集追捕莫喬豐時被其以鐵筆重擊頭部，後傷重身亡 |
| 子明   | 陳原福 | 福伯 保安員 莫喬豐之下屬 於第24集被解僱 |
| 陳文靜 | 張燕瓊 | 何忠泰之前妻 何良之母 曾浩南之女友，於第25集分手 |
| 郭卓樺 | 何忠泰 | 張燕瓊之前夫 何良之父 |
| 陳少邦 | 曾浩南 | 張燕瓊之男友，於第25集分手 ZO2护肤产品代理人 对果酸特别敏感，因此不能使用ZO2的护肤产品                                                                                                   |
| 何嘉裕 | 方玉清 | 管理處職員 負責記錄遺失的物件 |
| 陳佩思 | 朱文靜 | 管理處職員 負責記錄遺失的物件 |
|        | 何 良  | 良仔 張燕瓊、何忠泰之子 於第23集誤服成人咳藥水而昏迷 |
| 王維德 | Dr. Hu | - |
| 曾愛媚 | 護 士  | - |
| 龔茜彤 | 護 士  | - |

#### 女演員連環兇殺案（第25—30集）
| 演員   | 角色   | 關係／职業 |
| 鄭嘉穎 | 楊逸昇 | Ivan 馬幗英之未婚夫 於第29集導致容兆海被炸死而使卓嵐記恨 於第30集被卓嵐以炸彈炸至重傷，後蘇醒 參見法證部 |
| 林文龍 | 古澤琛 | Sam 原為小混混，并與楊逸昇合稱“慈雲山雙龍”，後醒悟而不做小混混 法醫科高級醫生 陳文軒之上司 偵探推理連載小說作家（筆名古采尼） 古澤瑶之弟 高彦博之好友兼前舅仔 林沛沛、許立仁、馬幗英之好友 梁小柔之好友兼之前男友 林汀汀之夫，於第5集與林汀汀冥婚 李蕎之師兄 於第30集為救馬幗英而推開卓嵐，導致其墮樓身亡，自己亦機乎墮樓 參見法醫科 |
| 佘詩曼 | 馬幗英 | Bell、Madam Ma 毒品調查科高級督察→重案組高級督察 馬錦濤、鄭麗玲之女 馬國宏同父異母之姐 郭綺芬之繼女兼天敵，後和好 楊逸昇之未婚妻 古澤琛之好友，並暗戀其 與梁小柔先敵後友 沈雄、凌心怡、莫正康、劉俊碩、程偉勝之上司 於第29集因與楊逸昇追截容兆海而使其車撞向山坡及自己車輛翻側漏油爆炸，容兆海困在車中被炸死而被卓嵐記恨 於第30集因懷孕而被卓嵐妒忌，後被卓嵐迷暈並挾持到警署天台，險遭殺害 參見西九龍重案组 |
| 陳丹丹 | 卓 嵐  | 女演員連環兇殺案真正凶手 替身演員 患有假性懷孕及身心障礙（Psychosomatic Disorder） 容兆海之女友 潘安妮之替身兼天敌 2003年第一屆《全港新偶像挑戰賽》選手 多次企圖殺害梅芊未遂 襲擊梅芊、楊逸昇、馬幗英 殺害潘安妮、繆倩之兇手 曾開車撞向梅芊未遂 因馬幗英與楊逸昇追截容兆海時導致容兆海被炸死而記恨馬幗英、楊逸昇，欲謀殺其 于2003年期因是第一届《全港新偶像挑戰賽》奪冠大熱門而被潘安妮與梅芊嫉妒灌醉後，慘遭輪姦及懷孕；事後做了一個欠佳的墮胎手術，致使無法再懷孕 于第26集用刀杀害潘安妮以导致其墮樓身亡 於第30集告訴馬幗英自己有孕，實際為心理作用，因患假性懷孕而產生錯覺，後在醫院證實没有懷孕，後因馬幗英懷孕而妒忌，在警署洗手間襲擊及挾持馬幗英到天台，最後遭古澤琛推開而墮樓身亡 |
| 李施嬅 | 李 蕎  | Cat 曹世川之私人助理 古澤琛之師妹 與馬幗英經常針鋒相對 李澤群之姊 曾被懷疑刺殺潘安妮 於第26集被潘安妮以其弟弟李澤群與馮紹祥之妻偷情之視頻要脅，從而使潘安妮接替何秀冰成為電影《最後一塊骨頭》女主角 于第28集大骂马帼英 （出演在第25至29集） |
| 甄志強 | 曹世川 | Peter 富豪 何秀冰、繆倩之男友兼上司 李蕎、潘安妮、梅芊之上司 於第28集因吸食可卡因被捕 |
| 梁嘉琪 | 何秀冰 | Debby 曹世川旗下女明星兼女友 女演員 電影《最後一塊骨頭》女主角（飾 Madam Mui） 於第25集因減肥過度，急性心臟衰竭身亡 （特别演出） |
| 李亞男 | 潘安妮 | Annie 曹世川旗下女明星 女演員 梅芊之好友 針對繆倩 2003年第一屆《全港新偶像挑戰賽》選手 因嫉妒卓嵐為奪冠大熱門後與梅芊灌醉卓嵐，間接害卓嵐不能再懷孕 以李澤群的情欲視頻而要脅李蕎，從而接替何秀冰成為電影《最後一塊骨頭》女主角 于第25集掌掴李蕎 於第26集被卓嵐杀害 |
| 陸詩韻 | 繆 倩  | Cherry 曹世川旗下女明星兼女友 女演員 接替何秀冰成為曹世川女友 潘安妮、梅芊之針對對象 於第28集因看錯贈送人姓名而喝下卓嵐下毒的山埃毒水身亡 |
| 鄧上文 | 梅 芊  | Mable 曹世川旗下女明星 女演員 梅百揚之女，高彥博曾負責梅百揚牽涉姦殺案的法證工作，而梅百揚含寃在獄中病故 潘安妮之好友 南華文之情人 針對繆倩 2003年第一屆《全港新偶像挑戰賽》選手 因嫉妒卓嵐為奪冠大熱門後與潘安妮灌醉卓嵐，間接害卓嵐不能再懷孕 於第29集提及曾險遭卓嵐開車撞到，但被容兆海救起 於第29集被卓嵐刺杀不遂但受重伤昏迷，后苏醒并指证卓岚（仅程伟胜提到） |
| 江富強 | 容兆海 | 爆炸技術員 卓嵐之男友 於第29集撞車後被炸死 |
| 朱婉儀 | 車曼琦 | Rosa 原為何秀冰助手 於第25集首先發現何秀冰死亡 於第26集成為潘安妮助手 於第27集成為繆倩助手 |
| 陳志健 | 南華文 | Tony 藝人 梅芊之情人 |
| 袁偉豪 | 吉家浩 | Eric 藝人 中文不佳 |
| 冼灝英 | 華國嵐 | 武術指導 |
| 馮素波 | 林佳中 | 茶水阿姐 於第26集首先發現潘安妮死亡 |
| 苏敏聪 | 李澤群 | Joe 李蕎之弟 童妙素之情夫，後分手 馮紹祥之徒弟 其情欲視頻被潘安妮偷拍來威脅李蕎 於第28集燒炭自殺身亡 |
| 不詳   | 童妙素 | Jenny 馮紹祥之妻 李澤群之情婦，後分手 其情欲視頻被潘安妮偷拍 |
| 不詳   | 馮紹祥 | Dr. Fung 童妙素之夫 李澤群之師傅及上司 |
| 羅天池 | 陳志堅 | |
| 張頴康 | 吳啟波 | |
| 鄧英敏 | 田     | 于第29集播放2003年全港新偶像挑戰賽影片给高彥博，马帼英观看，协助警方找出凶手 |
| 高可慧 | 珊     | |
| 鍾煌   | wing   | - |
| 卓躒   | 飛     | - |
| 劉家聰 | -      | 男 |
| 李美慧 | -      | 女 |
| 麥子樂 | -      | 技術員 |
| 杜港   | -      | 司儀 |
| 黃瑩   | -      | 護士 |
| 李漫芬 | -      | 護士 |
| 龔茜彤 | 護 士  | - |

### 其他演員
| 演員   | 角色     | 關係／職業                                                        |
| 陳敏之 | 巢沛麗   | 古采尼之支持者 與林汀汀相似的一名女子 對古澤琛有好感 （特别客串） |
| 方 岑  | Lily     | 蛋糕店收銀員                                                      |
| 陈小菁 | 酒樓知客 |                                                                   |
| 吳铃山 | Ricky    |                                                                   |
| 何嘉裕 | 清       |                                                                   |
| 陳佩思 | 靜       |                                                                   |

### 被提及的上輯角色
| 演員   | 角色   | 暱稱／關係 |
| 刘锦玲 | 古澤瑶 | Charlie 高彦博之亡前妻 古澤琛之亡姐 林沛沛之前同学及好友 在高彦博的對話中提及（第3集） 參見上輯《法證先锋》                |
| 李国麟 | 梁兴中 | 孻叔 梁兴隆之亡弟 梁泳潔之亡父 陈湄之亡夫 梁小柔、梁小剛之亡叔 参見上輯《法證先锋》 本剧无演出                             |
| 韓馬利 | 陳 湄  | 孻嬸 梁興中之妻 梁泳潔之母 梁興隆之弟媳 梁小柔、梁小剛之嬸 參見上輯《法證先锋》 本剧无演出                                 |
| 楊英偉 | 何永章 | 章記 前西九龙重案组A組探員 梁小柔、沈雄之前下屬 因上輯第14集被鄭曉東用刀刺穿肝臟而傷重身亡 參見上輯《法證先锋》 本剧无演出 |
| 韋家雄 | 朱德安 | Kelvin 前法證事務部：科學鑑證主任S.E.O 高彥博之前下屬 在古澤琛回忆中出现（第23集） 參見上輯《法證先锋》 本剧无演出         |
| 陳山聰 | 蔡偉民 | Man 前法證事務部：化學組化驗師 高彥博之前下屬 在古澤琛回忆中出现（第23集） 參見上輯《法證先锋》 本剧无演出                 |
| 林遠迎 | 李學勤 | 前法證事務部：《毒物藥理組》化驗師 高彥博之前下屬 在古澤琛回忆中出现（第23集） 參見上輯《法證先锋》 本剧无演出             |
| 岑寶兒 | 梁泳潔 | 阿潔 梁興中、陳湄之女 梁興隆之侄女 梁小柔之堂妹 梁小剛之堂姐 參見上輯《法證先锋》 本剧无演出                               |
| 郭耀明 | 羅華健 | Chris 律師 莫淑媛之前夫 在沈雄、莫淑媛的话中提及（第20集） 參見上輯《法證先锋》 本剧无演出                                 |
| 唐詩詠 | 趙雪敏 | 阿Mon 何貴卿之亡女 曾经暗恋古澤琛 參見上輯《法證先锋》 本剧无演出                                                          |

## 獎項
| 年度 | 頒獎典禮                       | 獎項                  | 入圍者                | 結果             |
| ---- | ------------------------------ | --------------------- | --------------------- | ---------------- |
| 2008 | 萬千星輝頒獎典禮2008           | 最佳劇集              | 最佳劇集              | 提名             |
| 2008 | 萬千星輝頒獎典禮2008           | 最佳男主角            | 林文龍                | 提名（最後十強） |
| 2008 | 萬千星輝頒獎典禮2008           | 最佳女主角            | 佘詩曼                | 提名（最後十強） |
| 2008 | 萬千星輝頒獎典禮2008           | 飛躍進步男藝員        | 梁烈唯                | 提名             |
| 2008 | 萬千星輝頒獎典禮2008           | 飛躍進步女藝員        | 李施嬅                | 提名             |
| 2008 | 萬千星輝頒獎典禮2008           | 飛躍進步女藝員        | 陳敏之                | 提名             |
| 2008 | 《2008年度YAHOO!搜尋人氣大獎》 | 電視女藝人            | 佘詩曼                | 獲獎             |
| 2009 | Astro華麗台電視劇大獎2009      | 我的至愛女主角        | 佘詩曼                | 獲獎             |
| 2009 | Astro華麗台電視劇大獎2009      | 我的至愛角色          | 佘詩曼                | 獲獎             |
| 2009 | Astro華麗台電視劇大獎2009      | 我的至愛情侶檔        | 鄭嘉穎、佘詩曼        | 獲獎             |
| 2009 | 壹電視大獎2009                 | 十大電視節目 - 第五位 | 十大電視節目 - 第五位 | 獲獎             |
| 2009 | 壹電視大獎2009                 | 十大電視藝人          | 佘詩曼                | 獲獎             |
| 2009 | 壹電視大獎2009                 | PHILIPS星勢非凡大獎   | 佘詩曼                | 獲獎             |
| 2010 | 星和無綫電視大獎2010           | 我最愛TVB女藝人       | 佘詩曼                | 獲獎             |
| 2010 | 星和無綫電視大獎2010           | 我最愛TVB電視女角色   | 佘詩曼                | 獲獎             |

## 收視
以下為本劇於香港無綫電視翡翠台之收視紀錄：
| 週次 | 日期                  | 平均收視(重播) | 最高收視 |
| ---- | --------------------- | -------------- | -------- |
| 1    | 2008年5月19日-5月22日 | 33點(5點)      | 35點     |
| 2    | 2008年5月26日-5月30日 | 31點           | 33點     |
| 3    | 2008年6月2日-6月6日   | 31點           | 34點     |
| 4    | 2008年6月9日-6月13日  | 31點           | 34點     |
| 5    | 2008年6月16日-6月20日 | 33點           | 36點     |
| 6    | 2008年6月23日-6月27日 | 34點           | 37點     |
| 6    | 2008年6月28日         | 34點           | 37點     |

本劇平均收視為32.2點。

### 广州收视
| 集数  | CSM                        | CSM                        | CSM                        | CSM                        | CSM                        | AGB                        | AGB                        | AGB                        |
| 集数  | CSM省网                    | 单集最高                   | CSM市网                    | 单集最高                   | 合计                       | 省网                       | 市网                       | 合计                       |
| ----- | -------------------------- | -------------------------- | -------------------------- | -------------------------- | -------------------------- | -------------------------- | -------------------------- | -------------------------- |
| 1-3   | 因汶川大地震全国哀悼日停播 | 因汶川大地震全国哀悼日停播 | 因汶川大地震全国哀悼日停播 | 因汶川大地震全国哀悼日停播 | 因汶川大地震全国哀悼日停播 | 因汶川大地震全国哀悼日停播 | 因汶川大地震全国哀悼日停播 | 因汶川大地震全国哀悼日停播 |
| 4     | 6.7                        | 6.7                        | 11.8                       | 11.8                       | 18.5                       | 7.2                        | 9.5                        | 16.7                       |
| 5-9   | 6.69                       | 8.38                       | 10.91                      | 11.88                      | 17.6                       | 6.7                        | 10.9                       | 17.6                       |
| 10-14 | 7.52                       | 8.2                        | 12.45                      | 13.47                      | 19.97                      | 6.7                        | 11                         | 17.7                       |
| 15-19 | 8.65                       | 9.79                       | 12.71                      | 13.67                      | 21.36                      | 7.4                        | 10.9                       | 18.3                       |
| 20-24 | 9.12                       | 9.86                       | 14.28                      | 15.1                       | 23.4                       | 7.4                        | 12.9                       | 20.3                       |
| 25-30 | 8.48                       | 8.88                       | 14.67                      | 15.38                      | 23.15                      | 7.8                        | 12                         | 19.8                       |

## 外部連結
- 法證先鋒II - TVBAnywhere 北美官方網站 （页面存档备份，存于）
- 豆瓣电影上《法證先鋒II》的資料 （简体中文）
- 互联网电影数据库（IMDb）上《法證先鋒II》的资料（英文）

## 電視節目的變遷
| 同事三分親 -2008年8月7日     |                                                                |                                                                |                                                                |                            |                   |
| 銀樓金粉 -5月23日            | 師奶股神 5月26日-6月21日                                       | 師奶股神 5月26日-6月21日                                       | 甜言蜜語 6月23日-                                              | 甜言蜜語 6月23日-          | 甜言蜜語 6月23日- |
| 上一套： 原來愛上賊 -5月16日 | 翡翠台/高清翡翠台第三綫劇集（2008） 法證先鋒II 5月19日-6月28日 | 翡翠台/高清翡翠台第三綫劇集（2008） 法證先鋒II 5月19日-6月28日 | 翡翠台/高清翡翠台第三綫劇集（2008） 法證先鋒II 5月19日-6月28日 | 下一套： 疑情別戀 6月30日- |                   |

| 香港 無綫電視翡翠台、高清翡翠台 星期一至五 21:30-22:30 · 6月28日（星期六）21:30-23:00 | 香港 無綫電視翡翠台、高清翡翠台 星期一至五 21:30-22:30 · 6月28日（星期六）21:30-23:00 | 香港 無綫電視翡翠台、高清翡翠台 星期一至五 21:30-22:30 · 6月28日（星期六）21:30-23:00 |
| ------------------------------------------------------------------------------------- | ------------------------------------------------------------------------------------- | ------------------------------------------------------------------------------------- |
|                                                                                       | 法證先鋒II （2008.05.19 - 2008.06.28）                                                |                                                                                       |
| 原來愛上賊 （2008.04.21 - 2008.05.16）                                                | 疑情別戀 （2008.06.30 - 2008.07.25）                                                  |                                                                                       |

| 香港 無綫電視翡翠台 星期二至六（星期一至五深夜）00:15-01:20 | 香港 無綫電視翡翠台 星期二至六（星期一至五深夜）00:15-01:20 | 香港 無綫電視翡翠台 星期二至六（星期一至五深夜）00:15-01:20 |
| ----------------------------------------------------------- | ----------------------------------------------------------- | ----------------------------------------------------------- |
|                                                             | 法證先鋒II （2009.12.10 - 2010.01.22）                      |                                                             |
| 法證先鋒 （2009.11.04 - 2009.12.09）                        | 人間蒸發 （2010.01.23 - 2010.02.13）                        |                                                             |

| 香港 無綫電視精選台 星期一至五 18:30-19:30 | 香港 無綫電視精選台 星期一至五 18:30-19:30 | 香港 無綫電視精選台 星期一至五 18:30-19:30 |
| ------------------------------------------ | ------------------------------------------ | ------------------------------------------ |
|                                            | 法證先鋒II （2011.09.05 - 2011.10.14）     |                                            |
| 法證先鋒 （2011.08.01 - 2011.09.02）       | 談情說案 （2011.10.17 - 2011.11.18）       |                                            |

| 臺灣 TVBS歡樂台 星期一至五 09:00-10:00  | 臺灣 TVBS歡樂台 星期一至五 09:00-10:00 | 臺灣 TVBS歡樂台 星期一至五 09:00-10:00 |
| --------------------------------------- | -------------------------------------- | -------------------------------------- |
|                                         | 法證先鋒II （2012.07.23 - 2012.09.05） |                                        |
| 法證先鋒III （2012.06.11 - 2012.07.20） | 待 查 （2012.09.06 - ）                |                                        |

| 香港 無綫電視翡翠台 星期一至日 23:50-00:55 | 香港 無綫電視翡翠台 星期一至日 23:50-00:55 | 香港 無綫電視翡翠台 星期一至日 23:50-00:55 |
| ------------------------------------------ | ------------------------------------------ | ------------------------------------------ |
|                                            | 法證先鋒II （2019.04.14 - 2019.05.13）     |                                            |
| 法證先鋒 （2019.03.20 - 2019.04.13）       | 法證先鋒III （2019.05.14 - 2019.06.12）    |                                            |

| 香港、 马来西亚、 新加坡 TVB星河频道 好戏连环看时段 · 星期一至五 21:30 - 23:30（两集连播） · 10月5日及10月26日仅播映一集 | 香港、 马来西亚、 新加坡 TVB星河频道 好戏连环看时段 · 星期一至五 21:30 - 23:30（两集连播） · 10月5日及10月26日仅播映一集 | 香港、 马来西亚、 新加坡 TVB星河频道 好戏连环看时段 · 星期一至五 21:30 - 23:30（两集连播） · 10月5日及10月26日仅播映一集 |
| --- | --- | --- |
| | 法证先锋II （2022年10月5日 - 2022年10月26日）                                                                            | |
| 法证先锋 （2022年9月19日 - 2022年10月5日）                                                                               | 法证先锋III （2022年10月26日 - 2022年11月16日）                                                                          | |